# Elodina angulipennis
Elodina angulipennis – gatunek motyla z rodziny bielinkowatych i podrodziny Pierinae.

## Taksonomia
Gatunek ten opisany został po raz pierwszy w 1852 roku przez Pierre’a Hippolyte’a Lucasa na łamach „Revue et Magasin de Zoologie pure et appliquée” pod nazwą Terias angulipennis. W 1853 roku niezależnie opisał go William Chapman Hewitson pod nazwą Pieris pallene. W obu przypadkach jako miejsce typowe wskazano Australię. Do rodzaju Elodina przeniesiony został w 1914 roku przez Gustavusa Athola Waterhouse’a i George’a Lyella.

## Morfologia
Samice osiągają od 20 do 24 mm, a samce od 18 do 25 mm długości przedniego skrzydła. Wierzch skrzydła przedniego jest biały z szarym przyciemnieniem nasady, czarnym brzegiem kostalnym oraz rozległą czarną plamą wierzchołkową, szerszą niż u gatunków pokrewnych, gwałtownie zakończoną przed tornusem, na krawędzi wewnętrznej wypuszczającą zaokrągloną wypustkę. Spód skrzydła przedniego ma oprócz różnie rozległej ciemnej plamki przedwierzchołkowej oraz żółtawopomarańczowego rozjaśnienia nasady zwykle także wyraźny kremowopomarańczowy lub morelowy połysk. Skrzydło tylne jest zwykle bardziej kanciaste niż u E. queenslandica, tylko u populacji z okolic Maryborough bardziej zaokrąglone. Genitalia samca mają silniej wydłużony guzek na unkusie niż u E. queenslandica.
Gąsienice mają na głowie mniejsze guzki niż u E. queenslandica.

## Ekologia i występowanie
Owad endemiczny dla Australii, znany z południowo-wschodniego Queenslandu i północno-wschodniej Nowej Południowej Walii. Jego zasięg ma charakter dysjunktywny. Główna jego część rozciąga się wzdłuż wybrzeży od Maryborough do Sydney. Mniejsza zaś obejmuje Carnarvon Range i Bulburin.
Zasiedla nabrzeżne i wyżynne lasy deszczowe, lasy namorzynowe oraz suchsze lasy monsunowe, także z drzewami zrzucającymi liście. Przypuszczalnie na świat przychodzi kilka pokoleń w ciągu roku. Postacie dorosłe aktywne są przez cały rok. Latają stosunkowo powoli w piętrze podszytu. Gąsienice są fitofagami żerującymi na kaparach z gatunków C. arborea i C. canescens.